# Alajos Keserű
Alajos Keserű (Budapest, 8 marzo 1905 – Budapest, 3 maggio 1965) è stato un pallanuotista ungherese, vincitore di una medaglia d'oro all'olimpiade di Los Angeles 1932 ed una d'argento ad Amsterdam 1928.
Era fratello di Ferenc Keserű.